# Sakral turism

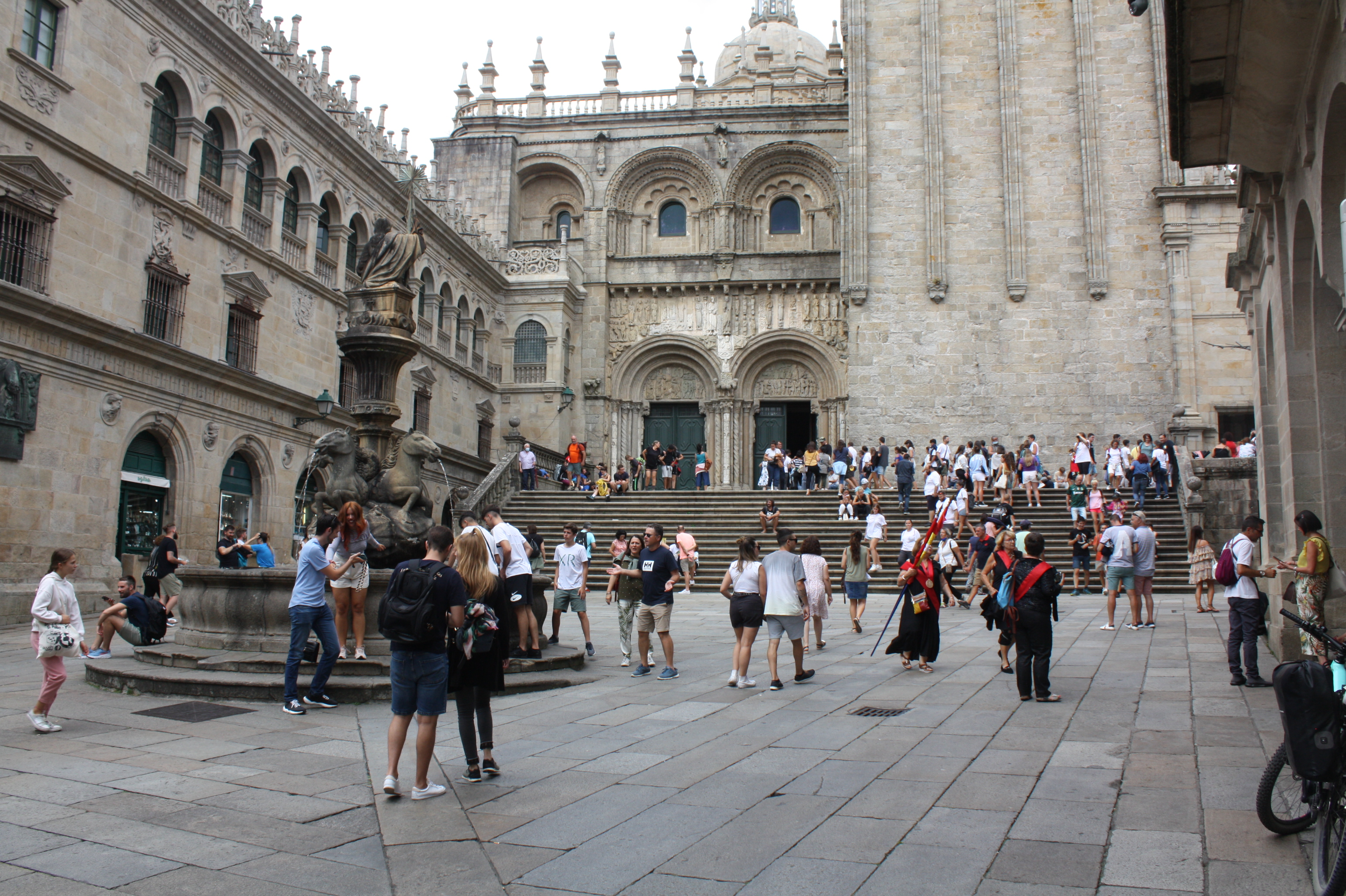
Turister och pilgrimer framför katedralen i Santiago de Compostela, ett exempel på sakral turism.

Sakral turism är en term som beskriver hur turister besöker platser som förknippas med andliga värden, utan att besökaren nödvändigtvis har religiösa skäl till besöket. Exempel på sakral turism är pilgrimsvandringar till Santiago de Compostela i Spanien, besök i Lourdes i Frankrike samt besök i Vatikanen. Termen har myntats av kulturgeografen Thomas Blom.